# Liste des édifices labellisés « Patrimoine du XXe siècle » des Hautes-Alpes
Cet article recense les monuments historiques protégé au titre du Patrimoine du XXe siècle du département des Hautes-Alpes, en France.

## Statistiques
Au 31 décembre 2010, les Hautes-Alpes comptent 4 immeubles protégés du patrimoine du XXe siècle.

## Liste
| Monument                                                               | Commune                | Adresse                    | Coordonnées                      | Notice         | Protection         | Date | Illustration                                                                                                |
| ---------------------------------------------------------------------- | ---------------------- | -------------------------- | -------------------------------- | -------------- | ------------------ | ---- | --- |
| horloge publique dite horloge des Hermès                               | L'Argentière-la-Bessée | Lieu-dit les Eymes         | à géolocaliser                   | « IA05000544 » | Inventaire général | 1980 | Image manquante Téléverser                                                                                  |
| conduite forcée de la centrale de l'Argentière dite le Siphon du Barry | L'Argentière-la-Bessée |                            | à géolocaliser                   | « IA05000618 » | Inventaire général | 1998 | [[Fichier:\|120x120px\|center\|alt=conduite forcée de la centrale de l'Argentière dite le Siphon du Barry]] |
| Téléphérique militaire de Terre Rouge ou des Gondran                   | Briançon               |                            | 44° 52′ 39″ nord, 6° 41′ 07″ est | « PA05000010 » | inscrit            | 2003 | Image manquante Téléverser                                                                                  |
| centrale hydroélectrique des Claux                                     | L'Argentière-la-Bessée | lieu-dit Pelvoux (près de) | 44° 52′ 26″ nord, 6° 28′ 59″ est | « IA05000623 » | Inventaire général | 1998 | Image manquante Téléverser                                                                                  |